# Novoblakîtne, Kazanka
Novoblakîtne (în ucraineană Новоблакитне) este un sat în comuna Oleksandrivka din raionul Kazanka, regiunea Mîkolaiiv, Ucraina.

## Demografie
Componența lingvistică a localității Novoblakîtne
     Ucraineană (79,17%)
     Rusă (20%)
     Alte limbi (0,83%)
Conform recensământului din 2001, majoritatea populației localității Novoblakîtne era vorbitoare de ucraineană (79,17%), existând în minoritate și vorbitori de rusă (20%).